# Amélia Muge
Amélia Muge (de seu nome completo Maria Amélia Salazar Muge) é uma cantora, instrumentista, compositora e escritora de letras para canções, portuguesa nascida em Moçambique em 1952.
A sua música junta tradição e inovação, partindo da música tradicional portuguesa e africana para alcançar uma grande modernidade. Recorre tanto a instrumentos tradicionais como a "novas tecnologias" nessa busca de inovação. 
A música da Amélia Muge destaca-se também pela beleza das letras das suas canções, musicando tanto poemas seus como poemas de vários poetas da língua portuguesa, entre os quais se destacam Fernando Pessoa e Grabato Dias, sem esquecer os poemas de origem tradicional.

## Carreira

### Acadêmica
Recém-formada na Universidade Eduardo Mondlane, fez parte de um primeiro grupo de ex-alunos convidado a compor o quadro de docentes da universidade, nos primeiros momentos da pós-independência moçambicana. Trabalhou na universidade principalmente para montar os cursos das Ciências Sociais, tendo como companheiros nomes como Ruth First, Marc Eric Wuyts, Aquino de Bragança, Bridget O'Laughlin, Barry Munslow, Dan O'Meara e Jacques Depelchin, além de contemporâneos recém-formados como Ana Loforte e Isabel Casimiro.

### Artística
Formou o grupo Irmãs Muge, com a sua irmã Teresa, que em 1967 ficaram em 3.º lugar no I Festival da Canção Ligeira de Lourenço Marques.
Vive em Portugal desde 1984. Aparece no disco "Braguesa" de Júlio Pereira. Em Portugal estudou Belas Artes e História.
O seu primeiro disco a solo, Múgica, foi lançado em 1992. Em 1994 publicou o álbum Todos os dias..., que teve produção musical e direção artística de José Mário Branco. Foi nomeada como melhor cantora nos prémios Blitz desse ano.
Com João Afonso e José Mário Branco gravou em 1995 o disco Maio Maduro Maio, dedicado à obra de José Afonso. O disco recebeu o Prémio José Afonso atribuído pela Câmara Municipal da Amadora.
Em 1998 participa no colectivo "Terras de Canto", com Lucilla Galiazzi e Elena Ledda. Na Expo 98 toca com Vozes Búlgaras do Pirin Folk Ensemble. O álbum Taco a taco é editado nesse ano, e contou com arranjos musicais de José Mário Branco em sete canções. Voltou a vencer o Prémio José Afonso com esse disco.

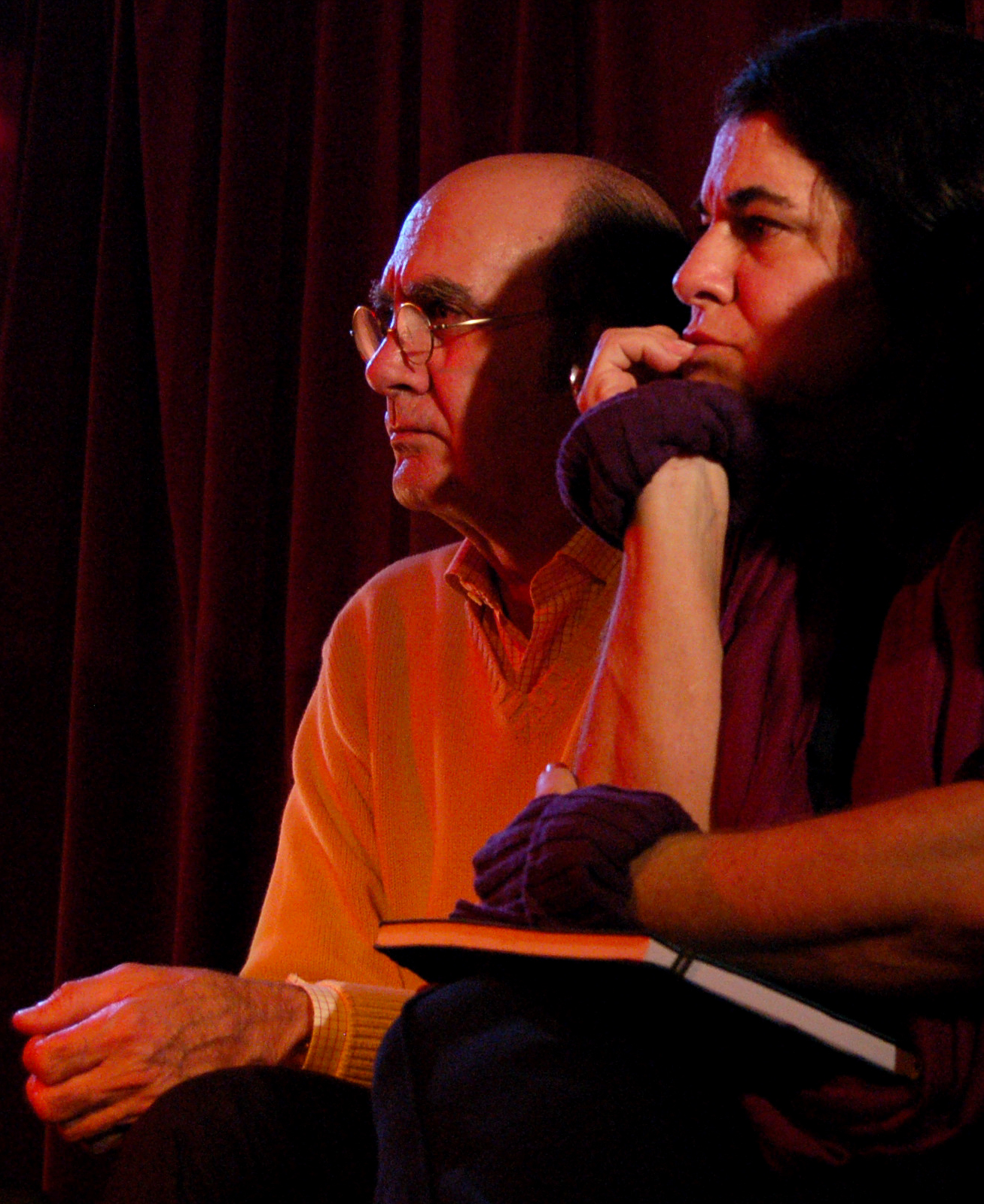
Amélia Muge com Fausto, no Chapitô, em 2010.

Em conjunto com os Gaiteiros de Lisboa participa no disco Novas vos trago, promovido pela Comissão Nacional para os Descobrimentos Portugueses, onde são recriados alguns romances da tradição portuguesa.
Participa no disco "Habelas Hailas" do galegos Camerata Meiga. Os Underground Sound of Lisbon incluem a sua remistura de Taco a taco no seu álbum Etnocity.
Amélia Muge e António José Martins produziram o álbum "Esta Voz Que Me Atravessa" de Mafalda Arnauth editado em 2001.
Regressa aos discos em 2002 com o álbum A Monte que é intercalado com alguns textos de alguns dos autores e compositores mais marcantes no percurso artístico de Amélia Muge.
Estreia-se na dramaturgia com "O Dono do Nada", uma peça pensada para crianças e adultos, estreada em Outubro de 2003.
Com António José Martins produziu, em 2006, o álbum Cantos da Língua, do ACERT. Participa também no tema "Senhora de Dois Nomes" do disco Popétnico dos Fadomorse.
Em 2007 é editado o álbum Não Sou Daqui gravado desde o início de 2006.
É a autora de "O Fado da Procura", um dos grandes sucessos do disco Para Além da Saudade de Ana Moura.
Em fins de 2008 apresenta-se ao vivo no espectáculo "Uma Autora, 202 Canções". O registo desse concerto é lançado em 2009 num formato livro+CD com ilustrações da própria cantora.
No concerto "Uma Autora, 202 Canções" incluiu temas compostos para si e também cantados por outros, como Camané ou Ester Formosa (Espanha), Ana Moura, Mafalda Arnauth ou Mísia e temas com letras dela como no caso dos Gaiteiros de Lisboa.
Com o apoio da Fundação GDA é editado em 2014 o álbum Amélia com versos de Amália onde são interpretados poemas de Amália Rodrigues. José Mário Branco voltou a colaborar com a artista e foi o responsável pelos arranjos e direção musical desse álbum, sendo também o autor da música das canções "Tenho dois corações", "Quero cantar para a lua" e "Carta a Vitorino Nemésio".
Continua a colaboração com Michales Loukovikas no disco Archipelagos de 2018.

## Reconhecimento
O seu disco Periplus com Michales Loukovikas, foi nomeado para o Prémio Autores da Sociedade Portuguesa de Autores na categoria de Melhor Álbum do Ano de 2012.
Em 2022, o disco Amélias foi considerado um dos melhores do ano quer em Portugal quer a nível internacional. E Portugal, apareceu entre os melhores discos nas listas criadas pelo  Público, Expresso, Antena3, Blitz e o site Altamont. Foi capa da revista norte-americana Rootsworld, o programa Mundofonias, que faz parte da Transglobal World Chart, colocou-o entre os melhores do ano e foi também distinguido pela BBC com o programa Music Planet. 
É autora da canção Quem à janela, uma das 150 canções, que constam na antologia, As Palavras das Canções, organizada por João Calixto, editada com o apoio da Sociedade Portuguesa de Autores. 

## Curiosidades
Escreveu para nomes como Pedro Moutinho, Rui Júnior e O Ó que Som tem, Cristina Branco, entre outros.
Trabalhou com artistas internacionais como Amancio Prada, Pirin Folk Ensemble, Camerata Meiga, Elena Ledda e Lucilla Galiazzi no colectivo "Terras do Canto", Carlo Rizzo e Ricardo Tesi, entre outros.

## Discografia
Entre a sua discografia encontram-se: 
- 1992 - Múgica, UPAV (União Portuguesa de Artistas de Variedades)
- 1994 - Todos os Dias, editado pela Sony
- 1995 - Maio Maduro Maio, com João Afonso e José Mário Branco, editado pela Sony [20]
- 1998 - Taco a Taco, editado pela Polygram
- 1998 - Novas vos Trago, com Sérgio Godinho e a Brigada Vitor Jara
- 2002 - Uma Autora, 202 Canções, Caracter Editora
- 2012 - Periplus Deambulações Luso-gregas, com Michales Loukovikas, editado pela UGURU
- 2014 - Amélia Com Versos de Amália, editado pela UGURU [21][22]
- 2018 - Archipelagos, com Michales Loukovikas, editado pela UGURU
- 2022 - Amélias, editado pela UGURU [23][24]